# Красногвардейская улица (Владикавказ)
Красногварде́йская у́лица — улица во Владикавказе, Северная Осетия, Россия. Находится в Затеречном муниципальном округе. Начинается от перекрёстка улиц Васо Абаева и Защитников Осетии и далее, проходя через реку Терек, заканчивается на проспекте Коста.
Улица образована решением Исполкома Орджоникидзевского городского совета народных депутатов от 12 ноября 1959 года: «Новую улицу к югу от Суворовского училища назвать улицей Красногвардейской». Первоначально начиналась от левого брега реки Терек. После постройки моста была продлена на правом берегу до улицы имени 1905 года (сегодня — улица Васо Абаева).